# گراتسیا ولپی
گراتسیا وُلپی (ایتالیایی: Grazia Volpi؛ ۲۹ مارس ۱۹۴۱ – درگذشته ۸ فوریهٔ ۲۰۲۰) تهیه‌کننده فیلم اهل ایتالیا بود. او در اواخر دهه ۱۹۶۰ به عنوان مدیر کل و مدیر تولید صحنه فیلم‌های برادران تاویانی شروع به کار کرد.

## فیلم‌شناسی
- بوکاچوی شگفت‌انگیز (۲۰۱۵)
- سزار باید بمیرد (۲۰۱۲)
- مزرعه چکاوک‌ها (۲۰۰۷)
- لوئیزا سانفلیچه (۲۰۰۴)
- رستاخیز (۲۰۰۱)
- تو می‌خندی (۱۹۹۸)
- خویشاوندی‌های اختیاری (۱۹۹۶)
- فیوریله (۱۹۹۳)
- خورشید در شب (۱۹۹۰)
- مظنون (۱۹۷۵)